# 凯瑟琳·威
凯瑟琳·威（英語：Katharine Way，1902年2月20日—1995年12月9日），美国物理学家，生前着力于核技术及相关数据的研究。二战期间，她曾参与曼哈顿计划，工作于阿贡国家实验室的前身“冶金实验室”。战争结束后，凯瑟琳·威入职美国国家标准技术研究所，创立了核数据项目（Nuclear Data Project），专精于核数据的整理和分享。1968年，她离开该项目加入杜克大学，任兼职教授。

## 生平
凯瑟琳·威出生于美国宾夕法尼亚州的小镇塞威克利。她的父亲名叫威廉·艾迪生·威（William Addisson Way），是一位律师；母亲名叫路易丝·琼斯（Louise Jones）。凯瑟琳·威是他们的第二个孩子，她还有一个哥哥和一个妹妹。她出生时叫Catherine，后来自己改成了Katharine，朋友和同事则通常以凯（Kay）称呼她。她的生母在她12岁时便去世了，父亲再婚时娶了一位耳科、喉科专家，对少年时期的凯瑟琳·威而言，这位继母便是职业女性的典范。
凯瑟琳·威早年就读于新泽西普莱恩菲尔德的一所寄宿学校和格林尼治的罗斯玛丽女中。1920年，她进入当时还是女校的瓦萨学院，但是两年后因疑似结核病被迫退学。她在纽约州萨拉纳克湖养了一年病，随后进入巴纳德学院念书，1924年至1925年间在那里读了几个学期。
1929年至1934年，她就读于哥伦比亚大学，在那里，爱德华·卡斯纳教授激起了她对数学的兴趣，并与她合写了她的第一篇学术论文。1932年，她获得理学士学位。毕业后她去了北卡罗来纳大学念博士，由于物理学家约翰·惠勒，她产生了对核物理的热情，后来她也成为惠勒的第一个博士生。当时她已经达到博士学位的授予标准，但美国正处于大萧条，由于工作难寻，她就一直在大学作研究生。
1938年，她成为布林茅尔学院的专业研究人员，期间完成了一篇核物理方面的博士论文。1939年，她在田纳西大学获得了一份教职，1941年被聘为助理教授。

## 曼哈顿计划
1942年，惠勒将凯瑟琳·威招入曼哈顿计划，工作于芝加哥的“冶金实验室”。她与物理学家阿尔文·温伯格合作，负责分析中子通量的相关数据。他们从费米早期的核反应堆设计中收集数据，以考察自持链式核反应是否可能。数据结果后来被用于建设芝加哥1号堆，这是公认的人类首座核反应堆。随后，她的研究转向核裂变产物中中子毒物的问题。她与物理学家尤金·维格纳合作，研究出了“维格纳-威核裂变产物衰减估算法”（Way-Wigner approximation for fission product decay）。
除了在曼哈顿计划的工作以外，凯瑟琳·威还曾拜访核废料处理厂区漢福德區和洛斯阿拉莫斯国家实验室。1945年中期，她搬到了田纳西州橡树岭，继续她在核衰变方面的研究。同时，她开始专精于核数据的收集和整理。
1946年，她与德克斯特·马斯特斯合编了《纽约时报》畅销书：《世界或是虚无：一份面向公众的、有关核弹全部意义的报告》（One World or None: a Report to the Public on the Full Meaning of the Atomic Bomb）。这本书收录了波尔、爱因斯坦、奥本海默等人的杂文，最终卖出了超过十万份。

## 后期经历
1949年，凯瑟琳·威搬到了华盛顿特区，转而供职于美国國家標準技術研究所。四年后，她成功说服美国国家科学院的国家科学研究委员会，建立核数据项目（Nuclear Data Project）。这一由她领导的组织将承担收集和传播核数据的特殊责任。1964年，项目移入橡树岭国家实验室，凯瑟琳·威则领导这一项目直至1968年。1964年起，项目开始出版期刊《核数据表单》（Nuclear Data Sheets），以分享项目得来的数据成果。次年，又一期刊得以出版，名叫《原子和核数据表格》（Atomic Data and Nuclear Data Tables）。此外，她还说服了《核物理》期刊的编辑，在每篇文章的开头加入关键字，以便交叉索引。
1968年，凯瑟琳·威离开核数据项目，加入了杜克大学，任兼职教授。但她在《核数据表单》一直担任编辑到1973年，更一直在《原子和核数据表格》任职到1982年。晚年，她对老年人健康问题产生兴趣，并为提高老年人医疗保障而游说。
1995年12月9日，终生未婚的凯瑟琳·威逝世于北卡罗来纳州教堂山。